# ブレイクビーツ
ブレイクビーツは、音楽制作の方法。または音楽のジャンル。以下の複数の概念を指す。
1. ターンテーブルの奏法（英語版）。レコードのドラム演奏のフレーズをループ再生（英語版）、またはスクラッチ（英語版）すること[1]。
2. 音楽制作の方法および音楽ジャンルの名。ドラム演奏のフレーズを、サンプラーや波形編集ソフトウェアなどを使用してサンプリングし、ドラムループとして使用したり、分解してシーケンサーで組み立て直すこと。またはそのようにして制作された楽曲[2]。
3. 1や2の元となる楽曲において、ドラム演奏のみになっているブレイク（英語版）の部分[3]。

## 概要
その発見は、一般に1970年代にクール・ハークによってなされたと言われている。ハークはプレイヤーのトーン・アームに触れずに、レコードをスピンさせる方法で、ブレイクを再生した。なお、アフリカ・バンバータは自身が発見したとしている。クール・ハークの「ブレイクビーツ」思想とともにヒップホップの制作方法として広まり、以降ドラムンベースなど様々なエレクトロミュージックに広く用いられる。サンプリングされたドラムフレーズを、時間軸に沿って単音、もしくは任意の拍数（＝音価）のサンプルに切り分け、それらをシーケンサーなどを用い元々のフレーズとは異なる順序で演奏し新たな楽曲を構成していく。分解されるドラムフレーズの素材には、新規に録音されるもののほか、既存の楽曲から抜き出したものを使用することもある。

## 主なブレイクビーツ
- ジェームス・ブラウン(James Brown) - "Funky Drummer"（ファンキー・ドラマー）
- ジェームス・ブラウン(James Brown) - "Funky President"（ファンキー・プレジデント）
- Lyn Collins：リン・コリンズ - "Think(About It)"（シンク・アバウト・イット）
- The Honeydrippers：ハニードリッパーズ - "Impeach The President"（インピーチ・ザ・プレシデント）
- Incredible Bongo Band；インクレディブル・ボンゴ・バンド - "Apache"（アパッチ）
- クール&ザ・ギャング(Kool & the Gang) - "N.T"（N.T）
- The Mohawks：モホークス - "The Champ"（ザ・チャンプ）
- Skull Snaps：スカル・スナップス - "It's A New Day"（イッツ・ア・ニュー・デイ）
- スライ&ザ・ファミリー・ストーン (Sly & The Family Stone) - "Sing a Simple Song"（シング・ア・シンプル・ソング）
- ボブ・ジェームス (Bob James) - "Take Me to The Mardi Gras"（夢のマルディグラ）